# Crumb Duck
Crumb Duck es un EP lanzado por la banda inglesa de post-rock Stereolab y el grupo inglés de música industrial Nurse With Wound. Esta colaboración fue editada en el año 1993, y contiene remixes hechos por Nurse With Wound de canciones de Stereolab. Stereolab y Nurse With Wound colaborarían nuevamente en Simple Headphone Mind (de 1997).
El álbum fue originalmente editado en vinilo de 10" con el sello Clawfist, pero fue posteriormente reeditado por United Dairies.
Las dos canciones en que participa Stereolab ("Exploding Head Movie" y "Animal or Vegetable (A Wonderful Wooden Reason)") aparecieron posteriormente en su compilado Refried Ectoplasm.

## Lista de temas

### Lanzamiento original de Clawfist
1. "Animal or Vegetable (A Wonderful Wooden Reason)" – 13:34
2. "Exploding Head Movie" – 4:48

### Reedición de United Dairies
1. "Steel Dream March of the Metal Men" – 5:39
2. "The Dadda's Intoxication" – 6:25
3. "Exploding Head Movie" – 4:48
4. "Animal or Vegetable (A Wonderful Wooden Reason)" – 13:34
5. "A New Dress" (remix) – 9:43

Solo los tracks 3 y 4 contienen música de Stereolab.